# Rezerwat przyrody Dębina (województwo opolskie)
Rezerwat przyrody Dębina – leśny rezerwat przyrody położony w gminie Grodków w powiecie brzeskim (województwo opolskie). Znajduje się na terenie leśnym w rejonie wsi Głębocko i Kopice nad rzeką Nysa Kłodzka. Został utworzony decyzją Wojewody Opolskiego z dnia 10 stycznia 2000 roku. Powierzchnia chronionego obszaru wynosi 61,11 ha. Obszar rezerwatu podlega ochronie czynnej.

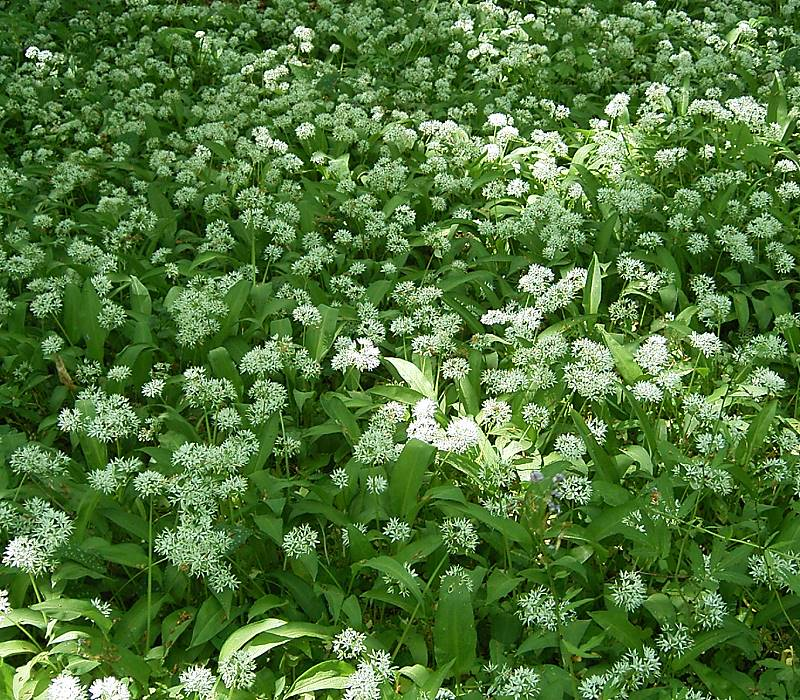
Czosnek niedźwiedzi

Celem ochrony rezerwatu jest zachowanie fragmentu Puszczy Niemodlińskiej – zbiorowisk grądowych i łęgowych o cechach naturalnych. W prawie 160-letnim drzewostanie dominują lipy, dęby i jesiony, z okazami osiągającymi 150 cm średnicy pnia. Cechą charakterystyczną rezerwatu jest łanowo występująca śnieżyczka przebiśnieg (Galanthus nivalis). Można tam też spotkać pierwiosnka lekarskiego (Primula officinalis), kruszynę pospolitą (Frangula alnus) i występujący w zwartym łanie czosnek niedźwiedzi (Allium ursinum).
Z ciekawszych gatunków ptaków występują tu m.in.: gołąb siniak, muchołówka białoszyja, dzięcioły: zielonosiwy, czarny i średni. Gromadę ssaków reprezentują takie gatunki, jak: rzęsorek rzeczek, gronostaj oraz nietoperze: borowiec wielki, karlik większy, karlik drobny, gacek brunatny.
Rezerwat leży w obrębie Obszaru Chronionego Krajobrazu Bory Niemodlińskie oraz obszaru sieci Natura 2000 „Opolska Dolina Nysy Kłodzkiej” PLH160014.